# 上堀越町
上堀越町（かみほりこしちょう）は、愛知県名古屋市西区にある町名。現行行政地名は上堀越町1丁目から上堀越町4丁目。住居表示未実施。

## 地理
名古屋市西区の中央部に位置し、東に新福寺町、西と北に堀越町、南に堀越と笹塚町に接する。

## 歴史

### 町名の由来
堀越を参照のこと。

### 沿革
- 1959年（昭和34年）9月1日 - 西区堀越町の一部により、同区上堀越町として成立[1]。
- 1984年（昭和59年）8月12日 - 一部が堀越二丁目および同三丁目に編入される[1]。

## 世帯数と人口
2019年（平成31年）2月1日現在の世帯数と人口は以下の通りである。
| 町丁     | 世帯数  | 人口    |
| -------- | ------- | ------- |
| 上堀越町 | 524世帯 | 1,038人 |

## 学区
市立小・中学校に通う場合、学校等は以下の通りとなる。また、公立高等学校に通う場合の学区は以下の通りとなる。
| 番・番地等 | 小学校               | 中学校               | 高等学校 |
| ---------- | -------------------- | -------------------- | -------- |
| 全域       | 名古屋市立庄内小学校 | 名古屋市立名塚中学校 | 尾張学区 |

## 交通
- 国道22号（名岐バイパス）

## 施設

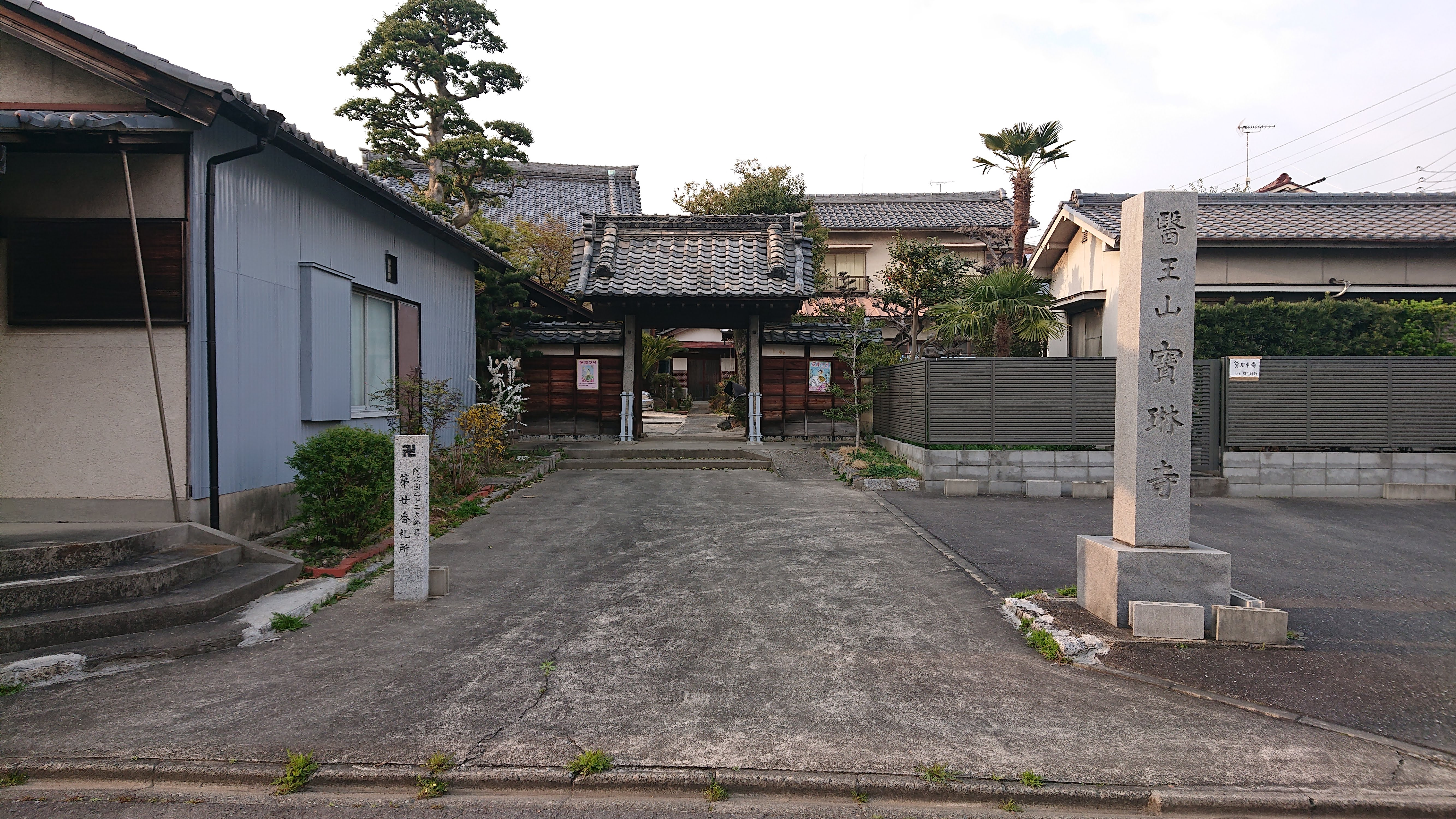
宝琳寺

- 宝琳寺

## その他

### 日本郵便
- 郵便番号 : 451-0084[WEB 3]（集配局：名古屋西郵便局[WEB 8]）。

### WEB
1. ↑  “愛知県名古屋市西区の町丁・字一覧”.   人口統計ラボ. 2019年3月10日閲覧。
2. 1 2  “町・丁目(大字)別、年齢(10歳階級)別公簿人口(全市・区別)”.   名古屋市 (2019年2月20日). 2019年3月10日閲覧。
3. 1 2  “郵便番号”.  日本郵便. 2019年3月10日閲覧。
4. ↑  “市外局番の一覧”.   総務省. 2019年1月6日閲覧。
5. ↑  “西区の町名一覧”.   名古屋市 (2017年6月1日). 2019年2月28日閲覧。
6. ↑  “市立小・中学校の通学区域一覧”.   名古屋市 (2018年11月10日). 2019年1月14日閲覧。
7. ↑  “平成29年度以降の愛知県公立高等学校（全日制課程）入学者選抜における通学区域並びに群及びグループ分け案について”.   愛知県教育委員会 (2015年2月16日). 2019年1月14日閲覧。
8. ↑  郵便番号簿 平成29年度版 - 日本郵便. 2019年03月10日閲覧 (PDF)

### 書籍
1. 1 2  名古屋市計画局 1992, p. 763.